# Салса
Салса (на испански: salsa) е танц по двойки, който се изпълнява на салса музика. Понякога се танцува и самостоятелно. Името на испански означава сос, или в този случай вкус или стил. Означава сос в истинския си смисъл, защото салсата е смесица от много стилове, звуци и инструменти.
Според музиковедите и музикалните историци името салса е прието сред танцьорите постепенно в продължение на няколко десетилетия. За първи път думата се чува по радиото в композицията на Игнасио Пиньейро (Ignacio Piñeiro), посветена на стар негър продаващ бутифара (вид наденица) на централната улица на Матансас (Куба). Песента е в стил сон и е озаглавена Ечале салсита (Échale salsita). Припевът гласи Салсааааа! Ечале салсита, ечале салсита. (Salsaaaaa! échale salsita, échale salsita.). В началото на 50-те години на 20 век диджей Биготе Ескалона (DJ Bigote Escalona) обявява танцувалните песни със заглавието следващият ритъм съдържа салса. По-късно испаноезичното население на Ню Йорк кръщава Селия Круз (Celia Cruz) Кралица на салсата.
Салса се танцува на музика с повтарящ се ритъм от осем удара, т.е. два такта по четири удара. Салса схемите обикновено имат по три стъпки на всеки четири удара, като един се пропуска. Пропуснатият удар често се маркира с потропване, ритване, свиване и т.н. Обикновено музиката включва сложни ударни ритми и е бърза, около 180 удара за минута (вижте салса музика за повече информация).
Салса се танцува на ограничено пространство, т.е. за разлика от фокстрот или самба, в салсата двойката не сменя много мястото си на дансинга, а заема само ограничена част от него. В някои случи танцьорите изпълняват самостоятелни стъпки, наречени „шайн“.

## История
Салса музиката е сплав от традиционни африкански, кубински и други латиноамерикански ритми, които са достигнали Ню Йорк по време на миграции някъде между 1940-те и 1970-те, в зависимост от това къде се приеме границата между „истинската“ салса и предшествениците ѝ. Танцовите стъпки, които сега се танцуват на салса музика, произлизат от кубинската музика сон, но има влияние от много други кубински танци като мамбо, ча-ча, гуарача, чангуи, лукуми, пало монте, румба, ямбу, абакуа, компарса и дори някои от Мозамбик. Включват се също така и суинг елементи. Няма строги правила как се танцува салса, макар че съществуват множество стилове, обяснени по-долу.

## Стъпки
Вижте Уикикнигата по салса за някои фигури.
Салсата се групира най-добре на двойки тактове от 4 удара, броени като 1-2-3-...-5-6-7-... Кавалерът започва на 1 със стъпка на левия си крак. На 2 и 3 стъпва съответно с десния и левия. На 4 прави пауза или евентуално маркира движение с десния крак. На 5, 6 и 7, кавалерът стъпва съответно с десен, ляв и пак десен крак, отново последвано от пауза на 8. По правило всяка стъпка трябва да се изпълни с пълно пренасяне на тежестта. Дамската част е идентична, но с разменени ляво и дясно. При всички фигури и стилове кавалерът започва с ляв крак, а дамата – с десен крак.

### Основна стъпка
Терминът основна стъпка или бейсик степ (англ. basic step) обикновено се отнася до движение напред-назад. На 1, 2 и 3, кавалерът стъпва напред (с ляв крак), на място (смяна – с десен) и назад (с ляв). На 5, 6 и 7 стъпва назад (с десен), на място (с ляв) и напред (с десен). Дамата прави същото, но с разменени напред и назад, така че двойката се движи назад и напред като едновременно. Основната стъпка е част от много други фигури. Например, кавалерът може да танцува бейсик, докато дамата прави завъртане като адиос или кюбън брейк.
Могат да се използват следните варианти на основната стъпка, нарични брейк (break).
- Брейк напред (Forward break): Започвайки от произволен крак, стъпка напред, смяна, връщане, на 1, 2, 3 или 5, 6, 7.
- Брейк назад (Back break): Започвайки от произволен крак, стъпка назад, смяна, връщане, на 1, 2, 3 или 5, 6, 7.
- Брейк настрани (Side break): Започвайки от произволен крак, стъпка настрани, смяна, връщане, на 1, 2, 3 или 5, 6, 7.

## Наеднои надве
Салса, танцувана според горното описание, се нарича салса на едно или накратко на едно (salsa on 1), защото започва на първия удар от 8-ударния ритъм. Ако първата стъпка (с левия крак) се прави на 2 или 6, се казва на две (salsa on 2). Схемата на основната стъпка и тактуването са известни още като стил сила 2 (Power 2), опора 2 (Palladium 2) или бално мамбо (Ballroom Mambo). Това е различно от друга схема известна като Ню Йорк стил (NY Style) или стилът на Еди Торес (Eddie Torres Style). Salsa on 1 e известна като LA style
Според някои танцуването на две съответства по-близо на ритъма на клавите (ударен инструмент), най-важният ритъм на салса музиката, като стъпките започват на първия удар на 2 – 3 сон клавите. За сметка на това, танцуването на едно има също толкова удари на клавите и съвпада с първия удар ако музиката използва сон клави в стил 3 – 2. Накратко, въпрос на лично предпочитание е кое броене да се използва. Повечето хора предпочитат броенето на стила, който им е бил преподаван, когато са започнали да танцуват салса.

## Стилове салса
Съществуват много характеристики, които могат да определят даден стил. Има много различни стъпки, различно тактуване, конкретни движения по дансинга (напр. линейно, кръгово), предпочитания на танцьорите към завъртания или движения, стойка и други. Наличието на един или повече конкретни елементи не определя задължително конкретен стил. Например, много стилове се танцуват на едно, или даден стил може да се танцува както на едно, така и на две. Следва кратко описание на основните стилове.

### Кубински стил
Кубинският стил (Cuban style) салса е на едно. Основен елемент е куба степ (cuba step), наричан също гуапея (Guapea), където кавалерът прави основна стъпка назад на 1-2-3 и основна стъпка напред на 5-6-7. Дамата прави същото, т.е. огледално на движенията на кавалера. Друга черта на стила е, че кавалерът и дамата се движат в кръг един около друг, а не в права линия, както е в други стилове.
Крос боди лийд (cross body lead) също е основна стъпка в този стил и се нарича диле ке но (Dile que no). Стилът Ел Ей (LA – Los Angeles) е по-късен вариант, като разликата е че танцьорите се завъртат с една четвърт един около друг. Това движение също става основно в по-сложния вариант кубинско казино (Cuban Casino), довело до много от движенията на руеда (Rueda) или танц в колело. При него няколко двойки си разменят партньорите и изпълняват движения, координирани от командващ.

### Колумбийски стил
Този стил (Colombian style) е характерен за латиноамериканските страни. Кавалерът и дамата правят повечето движения, докато стоят на едно място. Произлиза от кубинския стил. Затова при много от фигурите кавалерът и дамата се въртят един около друг.

### Ел Ей стил
Двата основни елемента на лосанджелиския стил (LA – Los Angeles style) са основна стъпка напред/назад както са описани по-горе и крос боди лийд. При тази фигура кавалерът стъпва напред на 1, стъпва надясно на 2 – 3, докато се завърта 90 градуса обратно на часовниковата стрелка (наляво). Дамата стъпва напред на 5 – 6 и се обръща на 7 – 8, докато кавалерът се завърта още 90 градуса обратно на часовниковата стрелка. След тези 8 удара, кавалерът и дамата са си сменили местата. За разлика от кубинския стил, където двойката танцува в кръг, при Ел Ей стила танцът е в права линия.
Ел Ей салсата се слави като най-ярък от разпространените стилове. Братята Васкез (Vazquez) се смятат за изобретатели на Ел Ей стила. Луис все още преподава Ел Ей. 

### Ню Йорк стил
Нюйоркския стил (NY – New York Style) или стилът на Еди Торес (Eddie Torres style) е комбинация от системите на едно и на две. Тактуването на стъпките е на 1-2-3, 5-6-7, както при на едно, но прекъсването (break), където тялото сменя посоката, става на 2 и 6 като при на две. Преподавателят на NY Еди Торес разработва тази схема в края на 70-те и 80-те години и дефиницията му е доста ясна, тъй като той е още жив и последователите му държат да запазят стила непроменен. 

### Сила 2 (опора 2) бално мамбо
Този стил (Power 2 / Palladium 2 / Ballroom Mambo) е подобен на стила Ел Ей, но се танцува на две. Тактуването на основната стъпка е 2-3-4, 6-7-8 с паузи на 2 и 6.
Важно е да се отбележи, че макар този стил да е известен като танцуване по клавите (En Clave), името не предполага, че тактуването трябва да следва ритъма на клавите като 2 – 3 или 3 – 2. Това означава само, че първата стъпка (или прекъсване) се прави на втория удар от тактуването.

### По клавите
Този стил (On Clave) наистина следва тактовете на клавите 2 – 3 или 3 – 2, т.е. за клави 2 – 3 кавалерът стъпва напред с левия на 2 а с десния на 3, след това прави останалите 4 стъпки от основната фигура на 5 – 8 (синхронно с клавите на 5 и 8). Това е традиционна форма и е по-малко известна/използвана, освен в някои латиноамерикански страни.

### Пуерто Рико стил
Пуерториканският стил (Puerto Rican style) може да се танцува на едно или на две. Ако се танцува на две, винаги се танцува на 2, а не на 6, както в дамски стил NY (Ladies-style NY).

### Руеда
Салса руеда (Rueda de Casino) е разработена през 1950-те в Хавана, Куба. Танцува се в кюбън стил, но участниците са повече от две двойки, които образуват кръг (rueda на испански) и с танцови движения, изреждани от даден човек, се сменят на всяко „диле ке но“. Основната стъпка се казва Казино.

## Соло
Обикновено салса е танц по двойки, танцуван с хванати ръце. Напредналите танцьори обаче винаги включват соло изпълнения (Shines), които са нещо като перчене и включват ефектни стъпки и фигури, изтанцувани поотделно. Предполага се, че това са импровизирани прекъсвания, но съществуват голям брой „стандартни“ соло изпълнения. Освен това те най-добре подхождат на мамбо секцията на мелодията, но могат да се танцуват, когато танцьорите преценят. Те са добър начин за възстановяване при загуба на ритъм по време на сложно движение или просто за поемане на дъх.